# Prešovský kraj
Prešovský kraj jedna od krajeva (pokrajina) Slovačke. Pokrajina se sastoji od 13 okruga, a središte je grad Prešov. Pokrajina se prostire na 8.993 km² i ima 789.968 stanovnika (2001.). 

## Stanovništvo
| Godina:     | 1994.   | 2004.   | 2014.   | 2024.   |
| ----------- | ------- | ------- | ------- | ------- |
| Broj ljudi: | 763 911 | 796 745 | 819 977 | 810 008 |
| Razlika:    |         | +4,29 % | +2,91 % | −1,21 % |

| Godina:     | 2023.   | 2024.   |
| ----------- | ------- | ------- |
| Broj ljudi: | 808 810 | 810 008 |
| Razlika:    |         | +0,14 % |

Etnički sastav Prešovskog kraja:
- Slovaci (90,7%),
- Romi (4%),
- Rusini (2,7%),
- Ukrajinci (<1%),
- Česi (<0,5%),

## Popis okruga
- Okrug Bardejov
- Okrug Humenné
- Okrug Kežmarok
- Okrug Levoča
- Okrug Medzilaborce
- Okrug Poprad
- Okrug Prešov
- Okrug Sabinov
- Okrug Snina
- Okrug Stará Ľubovňa
- Okrug Stropkov
- Okrug Svidník
- Okrug Vranov nad Topľou

## Vanjske poveznice
- Internet stranica Prešovskog kraja   Arhivirana inačica izvorne stranice od 26. kolovoza 2008. (Wayback Machine)

### Ostali projekti
|  | Zajednički poslužitelj ima još gradiva o temi Prešovský kraj |